# FC Lausanne-Sport
Der FC Lausanne-Sport (LS) ist ein Schweizer Fussballclub aus Lausanne im Kanton Waadt. Er ist der Nachfolgeverein von Lausanne-Sports, der 1896 als Montriond FC gegründet worden war und 2003 hatte Konkurs anmelden müssen. Der Vorgänger war sportlich nie abgestiegen.
Lausanne-Sports war siebenfacher Schweizer Meister und neunfacher Cupsieger. Er spielte früher im 15'850 Personen fassenden Stade Olympique de la Pontaise, welches zugleich Austragungsort des alljährlich stattfindenden Leichtathletik-Events ist. Im November 2020 zog Lausanne-Sport ins neu gebaute Stade de la Tuilière um. Die Vereinsfarben von Lausanne sind Weiss/Blau.

## Geschichte

### Lausanne-Sports
Der FC Montriond Lausanne wurde am 15. September 1896 gegründet und nahm seit 1902 an der Schweizer Meisterschaft teil. 1920 erfolgte die Namensänderung in Lausanne-Sports.
1998 kaufte der polnisch-französische Unternehmer Waldemar Kita (* 1957) den FC Lausanne-Sports. Er leitete diesen als Präsident, verkaufte ihn aber 2001 wieder.
Die letzten grossen Erfolge von Lausanne-Sports stellten die Teilnahmen an den Schweizer Cupfinals 1998, 1999 und 2000 dar, wovon zwei Finals gewonnen wurden: 1998 wurde der FC St. Gallen besiegt, 1999 der Grasshopper Club Zürich. Bei der letzten Teilnahme 2000 unterlag man jedoch dem FC Zürich im Penaltyschiessen. Im UEFA-Cup 2000/01 konnte Lausanne den Cork City FC, Torpedo Moskau und Ajax Amsterdam eliminieren, bevor man gegen den FC Nantes in der 3. Runde ausschied.

### FC Lausanne-Sport
Der Nachfolgeverein FC Lausanne-Sport konnte zwei Aufstiege in Serie feiern, der Durchmarsch von der 2. Liga interregional in die 1. Liga und von dort in die Challenge League gelang dem Team in den Jahren 2004 bis 2006.
In der Saison 2005/06 spielte mit Stéphane Chapuisat einer der erfolgreichsten Schweizer Fussballer aller Zeiten beim FC Lausanne-Sport. Er war zuvor bereits von 1987 bis 1990 für die Waadtländer aktiv gewesen. Seine Tätigkeit als Präsident von Lausanne-Sport beendete er aufgrund von Zeitmangel.
2010 qualifizierte sich Lausanne-Sport für den Schweizer Cupfinal 2010, der jedoch mit 0:6 gegen den Schweizer Meister FC Basel verloren wurde. Da der FC Basel sowohl die Meisterschaft wie auch den Cup gewonnen hatte, war Lausanne als Zweitligist für die UEFA Europa League qualifiziert.
Dort begann der Verein in der 2. Qualifikationsrunde, Lausanne traf auf FK Borac Banja Luka aus Bosnien-Herzegowina. Das Hinspiel im heimischen Stade Olympique de la Pontaise endete mit einem 1:0-Sieg für Lausanne-Sport, ein 1:1 im Rückspiel reichte für den Einzug in die nächste Runde. In dieser traf das Team auf den dänischen Verein Randers FC, der auswärts mit 3:2 besiegt werden konnte, in Lausanne genügte wiederum ein 1:1-Remis zum Einzug in die nächste Runde.
In der Playoff-Runde, der letzten Runde vor der Gruppenphase, wurde Lausanne dem russischen Vertreter Lokomotive Moskau zugelost. Vor 11'200 Zuschauern in der Pontaise rang die Mannschaft dem Favoriten ein 1:1 ab. In Moskau trennten sich die Teams nach 90 Minuten erneut mit 1:1, die nachfolgende Verlängerung brachte keine Entscheidung. Somit entschied das Penaltyschiessen, in dem sich der Schweizer Zweitligist mit 4:3 durchsetzte und damit als Aussenseiter den Einzug in die UEFA Europa League realisieren konnte. In der Gruppenphase der UEFA Europa League wurde Lausanne-Sport Vierter und damit Letzter in der Gruppe F, wo die Gegner PFK ZSKA Moskau, US Palermo und Sparta Prag gewesen waren.
Ende Saison 2010/11 stieg Lausanne-Sport auf. Allerdings konnte man sich nur bis 2014 in der Super League halten. Zur Saison 2016/17 konnte der Verein aber wieder in die oberste Spielklasse aufsteigen.
Der Club wurde im Dezember des Jahres 2017 durch den Chemiekonzern Ineos übernommen. Noch in derselben Saison musste der Verein den nächsten Abstieg hinnehmen. Ein Tag nach dem Abstieg gab der Verein bekannt, dass das Ziel der sofortige Wiederaufstieg sei. In derselben Mitteilung wurde ebenfalls bekannt gemacht, dass das Budget auf dem Niveau der abgelaufenen Super League bleiben werde oder gar angehoben werde. Auch die Investoren blieben.
Trotz dem hohen Budget wurde der Aufstieg verpasst. Servette machte den Aufstieg im Derby gegen Lausanne perfekt. Zwei Wochen später stand auch fest, dass Lausanne die Barrage verpasst hatte, da der FC Aarau sich den zweiten Platz sichern konnte.
Der Aufstieg gelang 2023 gemeinsam mit dem Stadtrivalen FC Stade Lausanne-Ouchy und dem FC Yverdon.

## Erfolge
- Meisterschaft

Altes Logo

  - Schweizer Meister (7): 1913, 1932, 1935, 1936, 1944, 1951, 1965
- Cup
  - Schweizer Cupsieger (9): 1935, 1939, 1944, 1950, 1962, 1964, 1981, 1998, 1999
  - Schweizer Cupfinalist (8): 1937, 1946, 1947, 1957, 1967, 1984, 2000, 2010
  - Schweizer Ligacupfinalist (1): 1981
- International
  - Messestädte-Cup: Halbfinal (1955–1958)
  - Cup der Cupsieger: Viertelfinal (1964/65)
  - UEFA-Cup: Sechzehntelfinal (1978/79, 2000/01)
  - UEFA Intertoto Cup: Halbfinal (2001)
  - UEFA Europa League: Gruppenphase (2010/11)

## Ewige Tabelle
Der FC Lausanne-Sport liegt derzeit auf dem 6. Rang der ewigen Tabelle der Super League.

## Kader der Saison 2024/25
Stand: 30. Mai 2025
| Nr. |                | Position | Name            |
| --- | -------------- | -------- | --------------- |
| 1   | Schweiz        | TW       | Thomas Castella |
| 25  | Kroatien       | TW       | Karlo Letica    |
| 94  | Schweiz        | TW       | Tim Hottiger    |
| 6   | Belgien        | AB       | Noë Dussenne    |
| 14  | Kongo Republik | AB       | Kévin Mouanga   |
| 18  | Kongo Republik | AB       | Morgan Poaty    |
| 19  | Frankreich     | AB       | Marvin Senaya   |
| 34  | Schweiz        | AB       | Raoul Giger     |
| 43  | Osterreich     | AB       | Manuel Polster  |
| 44  | Schweiz        | AB       | Dircssi Ngonzo  |
| 71  | Schweiz        | AB       | Karim Sow       |
| 93  | Elfenbeinküste | AB       | Sékou Fofana    |

| Nr. |                    | Position | Name                  |
| --- | ------------------ | -------- | --------------------- |
| 5   | Frankreich         | MF       | Koba Koindredi        |
| 8   | Schweden           | MF       | Jamie Roche           |
| 10  | Schweiz            | MF       | Olivier Custodio      |
| 27  | Mauretanien        | MF       | Beyatt Lekoueiry      |
| 47  | Schweiz            | MF       | Souleymane N'Diaye    |
| 80  | Schweiz            | MF       | Alyvn Antonio Sanches |
| 7   | Kosovo             | ST       | Albin Ajdini          |
| 9   | Senegal            | ST       | Kaly Sène             |
| 11  | Mali               | ST       | Fousseni Diabaté      |
| 23  | Vereinigte Staaten | ST       | Konrad de la Fuente   |
| 39  | Argentinien        | ST       | Fabricio Oviedo       |
| 70  | Guinea-a           | ST       | Aliou Baldé           |
| 92  | Frankreich         | ST       | Teddy Okou            |

## Bekannte ehemalige Spieler
- Max Abegglen
- Charles Antenen
- Giancarlo Antognoni
- Pavel Badea
- Nassim Ben Khalifa
- Arnaud Bühler
- Erich Burgener
- Lorik Cana
- Fabio Celestini
- Stéphane Chapuisat
- Pierre-Albert Chapuisat
- Frédéric Chassot
- Roger Courtois
- Tomas Danilevičius
- Lucien Favre
- Martin Fink
- Leandro Fonseca
- André Grobéty
- Erich Hänzi
- Dominique Herr
- Robert Hosp
- Marc Hottiger
- Stefan Huber
- Hans Kämpfer
- Fritz Künzli
- Jan Lála
- Roger Mathis
- Javier Mazzoni
- Rémo Meyer
- Blaise Nkufo
- Richard Dürr
- Christophe Ohrel
- Marko Pantelić
- Hans-Jörg Pfister
- Heinz Schneiter
- Eudi Silva de Souza
- Ely Tacchella
- Fabio Coltorti
- Martin Brunner

## Bekannte ehemalige Trainer
- Jimmy Hogan (1925, 1933–1934)
- Robert Pache (1931–1932)
- Alv Riemke (Spielertrainer 1934–1935), Gewinn des Doubles 1935
- Louis Maurer (1946–1950)
- Kurt Linder (1965–1966)
- Miroslav Blažević (1976–1979)
- Charly Hertig (1979–1982)
- Umberto Barberis (1987–1993, 2001–2002, 2007–2008)
- Radu Nunweiller (Co-Trainer 1996–2001, Trainer 2001–2002)
- Pierre-André Schürmann (1998–2001)
- Gabriel Calderón (2003)
- Martin Rueda (2010–2012)